# Obesidad abdominal
La obesidad abdominal, también conocida como obesidad central y obesidad troncular, es la condición de una concentración excesiva de tejido graso alrededor del estómago y el abdomen hasta tal punto que es probable que perjudique la salud de su portador. La obesidad abdominal se ha relacionado estrechamente con las enfermedades cardiovasculares, la enfermedad de Alzheimer, enfermedades relacionadas al metabolismo y otras enfermedades vasculares.
La grasa abdominal visceral y central y el perímetro de la cintura muestran una fuerte asociación con la diabetes de tipo 2.
La grasa visceral, también conocida como grasa orgánica o grasa intraabdominal, se localiza dentro de la cavidad peritoneal, empaquetada entre los órganos internos y el torso, a diferencia de la grasa subcutánea, que se encuentra debajo de la piel, y la grasa intramuscular, que se encuentra intercalada en el músculo esquelético. La grasa visceral se compone de varios depósitos adiposos, como el mesenterio, el tejido adiposo blanco epididimario y la grasa perirrenal. Un exceso de grasa visceral adiposa se conoce como obesidad central, el efecto "barriga cervecera", en el que el abdomen sobresale excesivamente. Este tipo de cuerpo también se conoce como "forma de manzana", a diferencia del "en forma de pera", en el que la grasa se deposita en las caderas y las nalgas.
Muchos investigadores empezaron a centrarse en la obesidad abdominal en la década de 1980, cuando se dieron cuenta de que tenía una conexión importante con las enfermedades cardiovasculares, la diabetes y la dislipidemia. La obesidad abdominal estaba más estrechamente relacionada con trastornos metabólicos vinculadas a las enfermedades cardiovasculares que la obesidad general. A finales de los años ochenta y principios de los noventa se descubrieron técnicas de imagen muy útiles y potentes que ayudarían a comprender mejor los riesgos para la salud asociados a la acumulación de grasa corporal. Técnicas como la tomografía computarizada y la resonancia magnética permitieron clasificar la masa de tejido adiposo localizada a nivel abdominal en grasa intraabdominal y grasa subcutánea.
La obesidad abdominal se relaciona con mayores eventos cardiovasculares entre la población de etnia sudasiática.

## Riesgos para la salud

### Cardiopatías
La obesidad abdominal suele asociarse a un riesgo estadísticamente mayor de cardiopatías, hipertensión, resistencia a la insulina y diabetes de tipo 2. Con el aumento del índice cintura-cadera y del perímetro total de la cintura también aumenta el riesgo de muerte. El síndrome metabólico se asocia a obesidad abdominal, trastornos de los lípidos sanguíneos, inflamación, resistencia a la insulina, diabetes propiamente dicha y mayor riesgo de desarrollar enfermedades cardiovasculares. En la actualidad, la opinión generalizada es que la grasa intraabdominal es el depósito que conlleva el mayor riesgo para la salud.
Validaciones recientes han concluido que las estimaciones del volumen corporal total y regional se correlacionan positiva y significativamente con los biomarcadores de riesgo cardiovascular y que los cálculos del índice de volumen corporal se correlacionan significativamente con todos los biomarcadores de riesgo cardiovascular.

### Diabetes
Existen numerosas teorías sobre la causa exacta y el mecanismo de la diabetes de tipo 2. Se conoce que la obesidad central predispone a la resistencia a la insulina. La grasa abdominal es especialmente activa desde el punto de vista hormonal, ya que segrega un grupo de hormonas denominadas adipoquinas que pueden alterar la tolerancia a la glucosa. Pero la adiponectina, una adipoquina antiinflamatoria, que se encuentra en menor concentración en individuos obesos y diabéticos, ha demostrado ser beneficiosa y protectora en la diabetes mellitus de tipo 2 (DMT2).
La resistencia a la insulina es una de las principales características de la diabetes mellitus tipo 2, y la obesidad central está correlacionada tanto con la resistencia a la insulina como con la propia DMT2. El aumento de la adiposidad (obesidad) eleva los niveles séricos de resistina, que a su vez se correlacionan directamente con la resistencia a la insulina. También existen estudios que han confirmado una correlación directa entre los niveles de resistina y la DMT2. Al mismo tiempo, es el tejido adiposo de la cintura (obesidad central) el que parece ser el principal tipo de depósito de grasa que contribuye a elevar los niveles de resistina sérica. Por el contrario, se ha observado que los niveles séricos de resistina disminuyen al reducirse la adiposidad tras un tratamiento médico.

### Asma
El desarrollo de asma debido a la obesidad abdominal es también una de las principales preocupaciones en la comunidad médica. La obesidad provoca una disminución del volumen corriente debido a una reducción de la expansión torácica causada tanto por el peso sobre el propio tórax como por el efecto de la obesidad abdominal sobre el aplanamiento del diafragma. Es frecuente observar que las personas obesas respiran con rapidez y frecuencia, al tiempo que inhalan pequeños volúmenes de aire. Las personas con obesidad también tienen más probabilidades de ser hospitalizadas por asma. Un estudio ha afirmado que el 75% de los pacientes tratados por asma en urgencias tenían sobrepeso o eran obesos.

### Enfermedad de Alzheimer
Según los estudios, es evidente que la obesidad tiene una fuerte asociación con las enfermedades vasculares y metabólicas que podrían estar potencialmente relacionadas con la enfermedad de Alzheimer. Estudios recientes también han demostrado una asociación entre la obesidad en la mediana edad y la demencia, pero la relación entre la obesidad en la edad adulta y la demencia es menos clara. Un estudio de Debette et al. (2010) que examinó a más de 700 adultos encontró pruebas que sugieren que un mayor volumen de grasa visceral, independientemente del peso total, se asoció con un menor volumen cerebral y un mayor riesgo de demencia. La enfermedad de Alzheimer y la obesidad abdominal tienen una fuerte correlación y, si se añaden los factores metabólicos, el riesgo a desarrollar la enfermedad de Alzheimer es aún mayor. Basándose en análisis de regresión logística, se descubrió que la obesidad estaba asociada a un riesgo casi 10 veces mayor de padecer Alzheimer.

### Otros riesgos para la salud
La obesidad central puede ser una característica de las lipodistrofias, un grupo de enfermedades hereditarias o debidas a causas secundarias (a menudo inhibidores de la proteasa, un grupo de medicamentos contra el sida). La obesidad central es un síntoma del síndrome de Cushing y también es frecuente en pacientes con síndrome de ovario poliquístico (SOP). La obesidad central se asocia a intolerancia a la glucosa y dislipidemia. Una vez que la dislipidemia se convierte en un problema grave, la cavidad abdominal de un individuo generaría un flujo elevado de ácidos grasos libres al hígado. El efecto de la adiposidad abdominal no sólo se produce en las personas obesas, sino que también afecta a las personas no obesas y contribuye a la sensibilidad a la insulina.
Ghroubi et al. (2007) examinaron si la circunferencia abdominal es un indicador más fiable que el IMC o la presencia de artrosis de rodilla en pacientes obesos. Estos investigadores descubrieron que, de hecho, parece ser un factor relacionado con la presencia de dolor de rodilla, así como de osteoartritis, en los sujetos obesos del estudio. Ghroubi et al. (2007) concluyeron que un perímetro abdominal elevado se asocia a una gran repercusión funcional.
Una investigación publicada en The Lancet (2023) descubrió que los niveles elevados de grasa visceral estaban relacionados con un peor rendimiento cognitivo. Los hallazgos sugieren que mantener un peso saludable y la salud metabólica puede ser importante para preservar la función cognitiva.

## Causas

### Dieta
Actualmente prevalece la creencia de que la causa inmediata de la obesidad es el desequilibrio energético neto: el organismo consume más calorías utilizables de las que gasta, desperdicia o desecha a través de la eliminación. Algunos estudios indican que la adiposidad visceral, junto con la desregulación lipídica y la disminución de la sensibilidad a la insulina, está relacionada con el consumo excesivo de fructosa. Algunas pruebas demuestran que, en lo que respecta a los jóvenes, cuando la fructosa libre está presente mientras maduran las células adiposas de los niños, hace que más de estas células maduren y se conviertan en células adiposas en la región abdominal. También provocó que tanto la grasa visceral como la subcutánea fueran menos sensibles a la insulina. Estos efectos no se atenuaron en comparación con un consumo similar de glucosa.
El consumo de grasas trans procedentes de aceites industriales se han vinculado a un aumento de la obesidad abdominal en los hombres y de peso y perímetro de cintura en las mujeres. Esta correspondencia no se atenuó cuando se tuvo en cuenta la ingesta de grasas y calorías. El mayor consumo de carne (carne procesada, carne roja y aves de corral) también se ha asociado positivamente con un mayor aumento de peso, y específicamente con la obesidad abdominal, incluso cuando se tienen en cuenta las calorías. Por el contrario, los estudios sugieren que el consumo de pescado azul se asocia negativamente con la grasa corporal total y la distribución de la grasa abdominal, incluso cuando la masa corporal se mantiene constante. Del mismo modo, el aumento del consumo de proteína de soya se correlaciona con menores cantidades de grasa abdominal en mujeres posmenopáusicas, incluso cuando se controla el consumo de calorías.
Numerosos estudios a gran escala han demostrado que los alimentos ultraprocesados tienen una relación dosis-dependiente positiva tanto con la obesidad abdominal como con la obesidad general en hombres y mujeres. Consumir una dieta rica en alimentos no procesados y mínimamente procesados está relacionado con un menor riesgo de obesidad, un menor perímetro de cintura y menos enfermedades crónicas. Estos resultados coinciden en las poblaciones estadounidense, canadiense, latinoamericana, australiana, británica, francesa, española, sueca, surcoreana, china y del África subsahariana.
La obesidad desempeña un papel importante en el deterioro del metabolismo de los lípidos y los carbohidratos que muestran las dietas ricas en carbohidratos. También se ha demostrado que la ingesta de proteínas de calidad durante un periodo de 24 horas y el número de veces que se ha alcanzado el umbral de aminoácidos esenciales de aproximadamente 10 g. está inversamente relacionado con el porcentaje de grasa abdominal central. La ingesta de proteínas de calidad se define como la relación entre los aminoácidos esenciales y las proteínas alimentarias diarias.
Las células grasas viscerales liberarán sus subproductos metabólicos en la circulación porta, donde la sangre se dirige directamente al hígado. Así, el exceso de triglicéridos y ácidos grasos creado por las células de grasa visceral irá al hígado y se acumulará allí. En el hígado, la mayor parte se almacenará en forma de grasa. Este concepto se conoce como "lipotoxicidad".

### Consumo de alcohol
Un estudio ha demostrado que el consumo de alcohol está directamente relacionado con el perímetro de la cintura y con un mayor riesgo de obesidad abdominal en los hombres, pero no en las mujeres. Tras controlar la infranotificación energética, que ha atenuado ligeramente estas asociaciones, se observó que el aumento del consumo de alcohol incrementaba significativamente el riesgo de superar la ingesta energética recomendada en los participantes masculinos, pero no en el pequeño número de participantes femeninas (2,13%) con un consumo elevado de alcohol, incluso tras establecer un número inferior de bebidas al día para caracterizar a las mujeres como consumidoras de una cantidad elevada de alcohol. Se necesitan más investigaciones para determinar si existe una relación significativa entre el consumo de alcohol y la obesidad abdominal entre las mujeres que consumen cantidades elevadas de alcohol.
En una revisión sistémica y un metanálisis no se encontraron datos que apuntaran a una relación dosis-dependiente entre el consumo de cerveza y la obesidad general o la obesidad abdominal en niveles de consumo bajos o moderados (por debajo de ~500 ml/día). Sin embargo, la ingesta elevada de cerveza (superior a ~4 L/semana) parecía estar asociada a un mayor grado de obesidad abdominal específicamente, sobre todo entre los hombres.

### Otros factores
La prevalencia de la obesidad abdominal está aumentando en las poblaciones occidentales, posiblemente debido a una combinación de escasa actividad física y dietas hipercalóricas, y también en los países en desarrollo, donde está asociada a la urbanización de las poblaciones.
También pueden ser importantes otros factores ambientales, como el tabaquismo materno, los compuestos estrogénicos de la dieta y las sustancias químicas que alteran el sistema endocrino.
El hipercortisolismo, como en el síndrome de Cushing, también conduce a la obesidad central. Muchos medicamentos recetados, como la dexametasona y otros esteroides, también pueden tener efectos secundarios que provoquen obesidad central, especialmente en presencia de niveles elevados de insulina.

## Diagnóstico

Siluetas y circunferencias de cintura que representan la normalidad, el sobrepeso y la obesidad.

Existen varias formas de medir la obesidad abdominal, entre ellas se encuentran las siguientes:
- Circunferencia absoluta de la cintura (>102 cm (40 plg) en hombres y >88 cm (35 plg) en mujeres)[78]
- Índice cintura-cadera (la circunferencia de la cintura dividida por la de las caderas de >0,9 para los hombres y >0,85 para las mujeres).[1]
- Índice cintura-altura (perímetro de la cintura dividido por la estatura, >0,5 para adultos menores de 40 años y >0,6 para adultos mayores de 50 años).
- Diámetro abdominal sagital.[79]

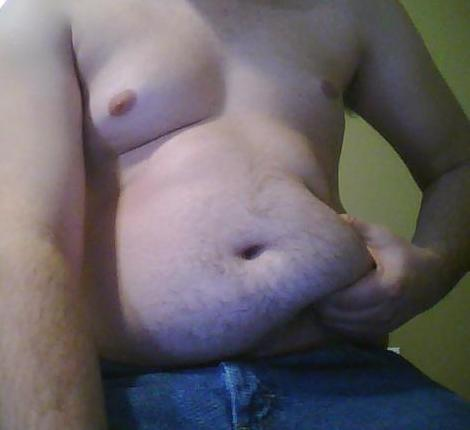
Adolescente con sobrepeso sujetando su exceso de grasa abdominal.

En las personas con un índice de masa corporal (IMC) inferior a 35, la grasa corporal intraabdominal está relacionada con resultados negativos para la salud, independientemente de la grasa corporal total. La grasa intraabdominal o visceral está especialmente relacionada con las enfermedades cardiovasculares.
Las mediciones del IMC y de la cintura son formas bien reconocidas de estimar la obesidad. Sin embargo, las mediciones de la cintura no son tan precisas como las del IMC. La medición de la cintura (por ejemplo, para el estándar de BFP) es más propensa a errores que la medición de la altura y el peso (por ejemplo, para el estándar de IMC). El IMC ilustrará la mejor estimación de la grasa corporal total, mientras que la medición de la cintura ofrece una estimación de la grasa visceral y del riesgo de enfermedades relacionadas con la obesidad. Se recomienda utilizar ambos métodos de medición.

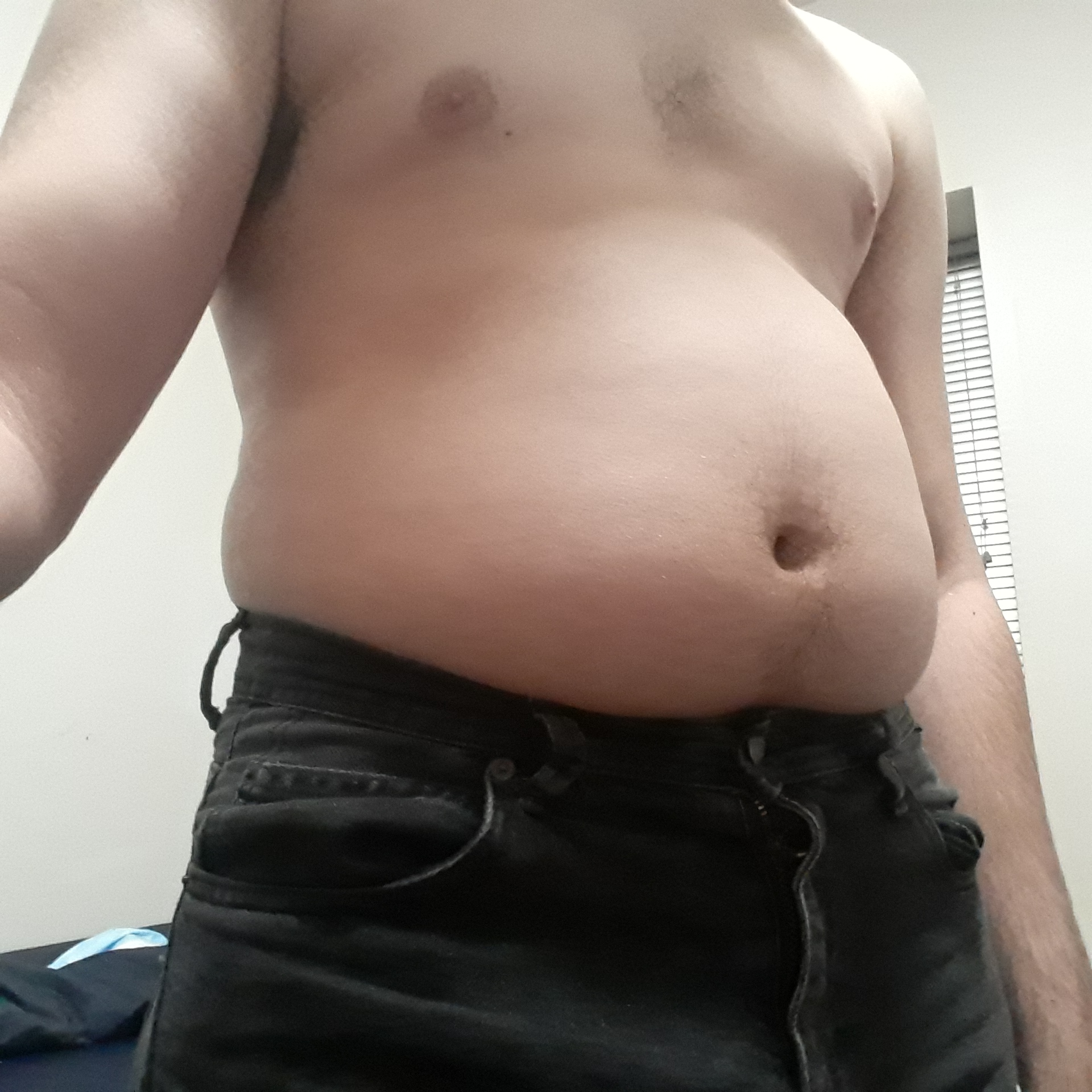
Un hombre con obesidad abdominal.

Mientras que la obesidad central puede ser evidente con sólo mirar el cuerpo desnudo (véase la imagen), la gravedad de la obesidad central se determina tomando medidas de la cintura y la cadera. La circunferencia absoluta de la cintura de 102 cm (40 plg) en los hombres y 88 cm (35 plg) en las mujeres y el índice cintura-cadera (>0,9 para los hombres y >0,85 para las mujeres) se utilizan como medidas de la obesidad central. El diagnóstico diferencial incluye distinguir la obesidad central de la ascitis y la hinchazón intestinal. En la cohorte de 15 000 personas que participaron en la Encuesta Nacional de Salud y Nutrición (NHANES III), el perímetro de cintura explicaba el riesgo para la salud relacionado con la obesidad mejor que el IMC cuando se tomaba el síndrome metabólico como medida de resultado, y esta diferencia era estadísticamente significativa. En otras palabras, el perímetro de cintura excesivo parece ser un factor de riesgo del síndrome metabólico mayor que el IMC. Otra medida de la obesidad central que ha demostrado ser superior al IMC a la hora de predecir el riesgo de enfermedad cardiovascular es el índice de obesidad central (índice cintura-altura, ICA), en el que una relación ≥0,5 (es decir, un perímetro de cintura de al menos la mitad de la estatura del individuo) es predictivo de un mayor riesgo.
Otro diagnóstico de la obesidad es el análisis de la grasa intraabdominal que presenta el mayor riesgo para la salud personal. La mayor cantidad de grasa en esta región se relaciona con los niveles más elevados de lípidos y lipoproteínas plasmáticos, según los estudios mencionados en la revisión de Eric Poehlman (1998).
La creciente aceptación de la importancia de la obesidad central dentro de la profesión médica como indicador de riesgo para la salud ha dado lugar a nuevos avances en el diagnóstico de la obesidad, como el índice de volumen corporal, que mide la obesidad central midiendo la forma del cuerpo de una persona y la distribución de su peso. El efecto de la adiposidad abdominal no sólo se produce en las personas obesas, sino que también afecta a las personas no obesas y contribuye a la sensibilidad a la insulina.

### Índice de obesidad central
El índice de obesidad central es el cociente entre el perímetro de la cintura y la estatura, propuesto por primera vez por Parikh et al. en 2007 como sustituto del perímetro de la cintura, ampliamente utilizado para definir el síndrome metabólico. El Panel de Tratamiento de Adultos III del Programa Nacional de Educación sobre el Colesterol sugirió un punto de corte de 102 cm (40 plg) y 88 cm (35 plg) para hombres y mujeres como marcador de obesidad central. Lo mismo se utilizó para definir el síndrome metabólico. Misra et al. sugirieron que estos umbrales no son aplicables entre los indios y que se redujeran a 90 cm (35 plg) y 80 cm (31 plg) para hombres y mujeres. Diferentes grupos propusieron diversos valores de índice específicos para cada raza. La Federación Internacional de Diabetes definió la obesidad central basándose en estos valores específicos de raza y sexo. La otra limitación del perímetro de cintura es que el procedimiento de medición no se ha estandarizado y en los niños no existen, o existen pocos, estándares de comparación o datos de referencia.
Parikh et al. examinaron las estaturas medias de distintas razas y sugirieron que, al utilizar el índice de obesidad central, se pueden descartar distintos valores de índice del perímetro de cintura específicos de raza y sexo. Se sugirió un límite del índice de 0,53 como criterio para definir la obesidad central. Parikh et al. probaron además una definición modificada del síndrome metabólico en la que el perímetro de la cintura se sustituyó por el índice en la base de datos de la Encuesta Nacional de Salud y Nutrición (NHANES) y descubrieron que la definición modificada era más específica y sensible.
Este parámetro se ha utilizado en el estudio del síndrome metabólico y las enfermedades cardiovasculares.
La obesidad central en individuos con un índice de obesidad central normal se denomina obesidad de peso normal.

### Diferencias en función del sexo
Existen diferencias dependientes del sexo en la distribución regional de la grasa.
Los varones son más propensos a acumular grasa en la parte superior del cuerpo, muy probablemente en el vientre, debido a las diferencias hormonales sexuales. Al comparar la grasa corporal de hombres y mujeres se observa que los hombres tienen cerca del doble de grasa visceral que las mujeres premenopáusicas.
En las mujeres, se cree que el estrógeno hace que la grasa se almacene en las nalgas, los muslos y las caderas. Cuando las mujeres llegan a la menopausia y el estrógeno producido por los ovarios disminuye, la grasa en las nalgas, caderas y muslos disminuye, mientras que la grasa en el vientre aumenta.
En la actualidad, el 50 % de los hombres y el 70 % de las mujeres estadounidenses de entre 50 y 79 años superan el umbral de perímetro de cintura para la obesidad central.
La obesidad central se asocia positivamente con el riesgo de cardiopatía coronaria en mujeres y hombres. Se ha planteado la hipótesis de que las diferencias de sexo en la distribución de la grasa pueden explicar la diferencia de sexo en el riesgo de cardiopatía coronaria. A pesar de las diferencias, a cualquier nivel de obesidad central medido como perímetro de cintura o relación cintura/cadera, las tasas de enfermedad coronaria son idénticas en hombres y mujeres.

## Control
Una rutina permanente de ejercicio, dieta saludable y, durante los periodos de sobrepeso, consumir el mismo número de calorías o menos de las utilizadas prevendrá y ayudará a combatir la obesidad. Una sola libra de grasa rinde aproximadamente 3500 calorías de energía (32 000 kJ de energía por kilogramo de grasa), y la pérdida de peso se logra reduciendo la ingesta de energía, o aumentando el gasto de energía, logrando así un balance negativo. Las terapias complementarias que puede prescribir un médico son el orlistat o la sibutramina, aunque esta última se ha asociado a un aumento de episodios cardiovasculares y accidentes cerebrovasculares y se ha retirado del mercado en Estados Unidos, el Reino Unido, la Unión Europea, Australia, Canadá, Hong Kong y Tailandia.
Un estudio de 2006 publicado en el International Journal of Sport Nutrition and Exercise Metabolism, sugiere que la combinación de ejercicio cardiovascular (aeróbic) con entrenamiento de resistencia es más eficaz que el entrenamiento cardiovascular solo para deshacerse de la grasa abdominal. Un beneficio adicional de hacer ejercicio es que reduce el estrés y los niveles de insulina, lo que disminuye la presencia de cortisol, una hormona que provoca más depósitos de grasa abdominal y resistencia a la leptina.
La automotivación mediante la comprensión de los riesgos asociados a la obesidad abdominal se considera mucho más importante que las preocupaciones estéticas. Además, comprender los problemas de salud relacionados con la obesidad abdominal puede ayudar en el proceso de automotivación para perder la grasa abdominal. Como ya se ha mencionado, la grasa abdominal está relacionada con las enfermedades cardiovasculares, la diabetes y el cáncer. Concretamente, es la capa más profunda de grasa abdominal (la grasa que no se ve ni se puede agarrar) la que plantea riesgos para la salud, ya que estas células de grasa «visceral» producen hormonas que pueden afectar a la salud (por ejemplo, mayor resistencia a la insulina y/o riesgo de cáncer de mama). El riesgo aumenta si se tiene en cuenta que están situadas en las proximidades o entre los órganos de la cavidad abdominal. Por ejemplo, la grasa próxima al hígado drena hacia él, provocando un hígado graso, que es un factor de riesgo de resistencia a la insulina, lo que prepara el terreno para la diabetes de tipo 2. Sin embargo, la grasa visceral responde mejor a la circulación de catecolaminas.
En presencia de diabetes de tipo 2, el médico podría prescribir metformina y tiazolidinedionas (rosiglitazona o pioglitazona) como fármacos antidiabéticos en lugar de derivados de la sulfonilurea. Las tiazolidinedionas pueden causar un ligero aumento de peso, pero disminuyen la grasa abdominal "patológica" (grasa visceral), por lo que pueden prescribirse a diabéticos con obesidad central. Sin embargo, la tiazolidinediona se ha asociado a insuficiencia cardiaca y aumento del riesgo cardiovascular, por lo que ha sido retirada del mercado en Europa por la EMA en 2010.
Las dietas bajas en grasa pueden no ser una intervención eficaz a largo plazo para la obesidad: como escribieron Bacon y Aphramor, "La mayoría de los individuos recuperan prácticamente todo el peso perdido durante el tratamiento". La Women's Health Initiative ("el mayor y más largo ensayo clínico aleatorizado y controlado de intervención dietética") descubrió que la intervención dietética a largo plazo aumentaba el perímetro de la cintura tanto del grupo de intervención como del grupo de control, aunque el aumento era menor en el grupo de intervención. La conclusión fue que el peso medio disminuyó significativamente en el grupo de intervención desde el inicio hasta el año 1 en 2,2 kg (p < 0,001) y fue 2,2 kg menor que el cambio del grupo de control desde el inicio hasta el año 1. Esta diferencia desde el inicio entre los grupos de control y de intervención disminuyó con el tiempo, pero se mantuvo una diferencia significativa en el peso hasta el año 9, el final del estudio.

## Sociedad y cultura

### Mitos
Existe la idea errónea de que el ejercicio puntual (es decir, ejercitar un músculo o una zona específica del cuerpo) es el más eficaz para quemar grasa en la zona deseada, pero no es así. Los ejercicios puntuales son beneficiosos para desarrollar músculos específicos, pero tienen poco efecto, si es que tienen alguno, sobre la grasa de esa zona del cuerpo o sobre la distribución de la grasa corporal. La misma lógica se aplica a los abdominales y la grasa abdominal. Sentadillas, abdominales y otros ejercicios abdominales son útiles para desarrollar los músculos abdominales, pero tienen poco efecto, si es que tienen alguno, sobre el tejido adiposo localizado allí.

### Coloquialismos
A un gran depósito central de adiposidad se le han asignado muchos nombres de uso común, como "michelín", "barrigón" y "gordinflón". Varios términos coloquiales utilizados para referirse a la obesidad central, y a las personas que la padecen, hacen referencia al consumo de cerveza. Sin embargo, hay pocas pruebas científicas de que los bebedores de cerveza sean más propensos a la obesidad central, a pesar de que se conozca coloquialmente como "barriga cervecera". Uno de los pocos estudios realizados sobre el tema no encontró que los bebedores de cerveza sean más propensos a la obesidad central que los no bebedores o los bebedores de vino o licores. El alcoholismo crónico puede provocar cirrosis, cuyos síntomas incluyen ginecomastia (aumento del tamaño de los senos) y ascitis (líquido abdominal). Estos síntomas pueden sugerir la aparición de obesidad central.

### Economía
Investigadores de Copenhague examinaron la relación entre el perímetro de la cintura y los costes entre 31 840 sujetos de 50 a 64 años con diferentes perímetros de cintura. Su estudio demostró que un aumento de tan solo un centímetro adicional por encima de la cintura normal provocaba un incremento del 1,25 % y el 2,08 % de los costes sanitarios en mujeres y hombres, respectivamente. Para ponerlo en perspectiva, una mujer con una cintura de 95 cm (aproximadamente 37,4 pulgadas) y sin problemas de salud subyacentes ni comorbilidades puede incurrir en unos costes económicos un 22 %, o 397 dólares, más elevados al año que una mujer con un perímetro de cintura normal.